# Axinotarsus
Axinotarsus là một chi bọ cánh cứng trong họ Malachiidae.

## Các loài
- Axinotarsus brevicornis
- Axinotarsus doderoi
- Axinotarsus insularis
- Axinotarsus italicus
- Axinotarsus longicornis
  - Axinotarsus longicornis longicornis
  - Axinotarsus longicornis rufithorax
- Axinotarsus marginalis
- Axinotarsus nigritarsis
- Axinotarsus peninsularis
- Axinotarsus pulicarius
- Axinotarsus ruficollis
- Axinotarsus siciliensis
- Axinotarsus tristiculus
- Axinotarsus tristis
- Axinotarsus varius
  - Axinotarsus varius nevadensis
  - Axinotarsus varius varius

## Hình ảnh

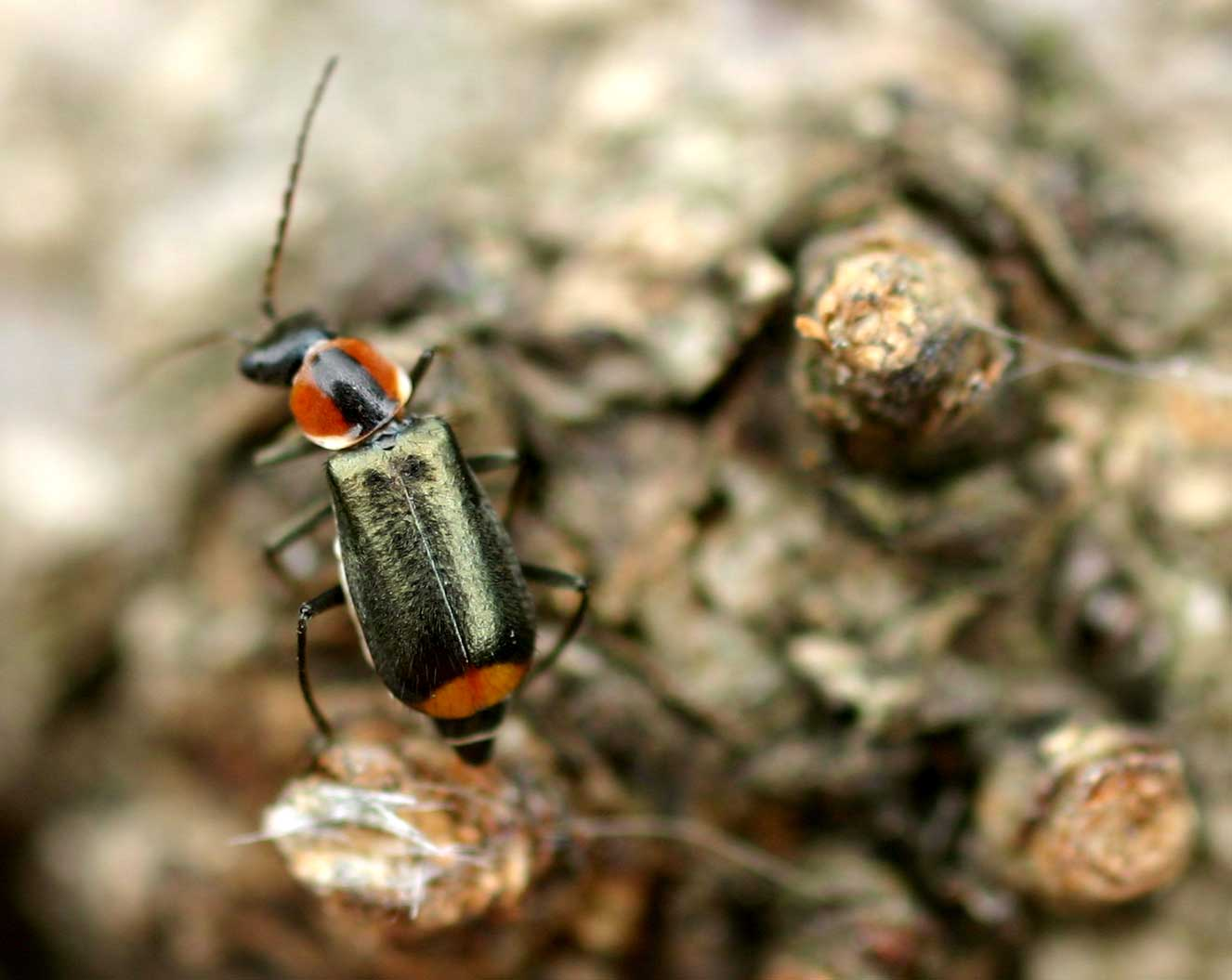